# Song 4 Boys
Song 4 Boys – drugi singel z anglojęzycznego albumu grupy Coma, Don't Set Your Dogs On Me. Miał swoją radiową premierę w Radiu Eska Rock dnia 18 stycznia 2013 r., podczas audycji NRD. Piosenka "Song 4 Boys" powstała na potrzeby serialu Misja Afganistan, w którym zagrał wokalista Comy, Piotr Rogucki.

## Notowania
| Lista                              | Najwyższa pozycja |
| ---------------------------------- | ----------------- |
| Turbo Top Antyradio                | 1                 |
| Lista Przebojów Programu Trzeciego | 30                |